# دو هوان
دو هوان (انگلیسی: Du Huan؛ (به چینی 杜环) سال تولد و مرگ نامعلوم، یک فرد چینی و یک نویسنده سفرنامه در اواسط دودمان تانگ بود. او در سال ۷۵۱ (تیانبائو ۱۰) در جریان نبرد طراز در سال ۷۵۱، بین ارتش تانگ به رهبری گائو شیانژی و ارتش اسلام، به اسارت سپاه اسلام درآمد و به غرب فرستاده شد و حدود ۱۰ سال در آنجا گذراند. در راه بازگشت، سوار یک کشتی تجاری شد و از طریق سیلان به گوانگ‌ژو بازگشت. پس از بازگشت به وطن، کتابی با عنوان «سفرها» دربارهٔ آنچه در دوران خلافت شرقی دیده و تجربه کرده است، نوشت. این منبع ارزشمندی در مورد آسیای غربی و مرکزی قبل و بعد از تأسیس خلافت عباسی است، اما تنها ده‌ها مقاله از آن تا به امروز باقی مانده است که در فرهنگ لغت عمومی دو یو (杜佑 Dù Yòu)، یکی از اعضای خانواده نقل شده است.
«دو هوان» همراه با صنعتگران فن شو و لیو سی و پارچه‌بافان لی وی و لو لی اسیر شد و در طول اقامت طولانی خود در سرزمین‌های خارجی، به ۱۳ کشور در آسیای مرکزی، غرب آسیا، شمال آفریقا و جنوب آسیا سفر کرد. تقریباً معادل ازبکستان، قزاقستان، ارمنستان، سوریه، عراق، ایران، قرقیزستان، ترکمنستان، مصر، مراکش، سریلانکا و جاهای دیگر است. سفرنامه اصلی او گم شده است اما عمویش دو یو بخشی از مطالب را نقل کرده است که این نقل قول‌ها در جینگ شینگجی en:Jingxingji (经行记) در جلد ۱۹۱ تونگدیان و زندگینامه داشی و قانون دفاع از مرز در جلد ۱۹۳ درج شده است.
به گفته مورخ و پژوهشگر دوره میانه چینی و تاریخ جهان مدرن اولیه، آنجلا شوتنهامر، «توصیف بسیار مثبت دو هوان از «سرزمین‌های تاجیک»، همراه با فرصت‌هایی که در طول سفر به او داده شد، نشان می‌دهد که او اسیر جنگی سنتی نبوده است.» آنجلا شوتنهامر همچنین اشاره می‌کند که بعید است از همه سرزمین‌هایی که در گزارش خود آورده است بازدید کرده باشد، اما شرح مفصلی از زندگی در کوفه ارائه می‌دهد که پایتخت عباسیان قبل از بغداد بود.
چندین نوع ترجمه ای که به زبان انگلیسی انجام شده است، بسیار متفاوت هستند. یکی از این ترجمه‌ها را ولبرت جی. سی. اسمیت fr:Wolbert G. C. Smidt، قوم‌شناس ارائه کرده است. ترجمه دیگر را «لی انشان» در کتاب تاریخ چینی‌های خارج از کشور در آفریقا ارائه کرده است. نه اسمیت و نه لی انشان به صراحت اظهار نمی‌کنند که «کشوری که توسط چندین آموزه اداره می‌شود» الزاماً مولین است، و در واقع ترجمه اسمیت به این معناست که این دو مکان‌های متمایز هستند و توسط کوه‌ها از هم جدا شده‌اند. سومین ترجمه از «وان لی» است که در این نسخه دو قسمت را از هم جدا شده‌اند.

در «جینگ شینگجی» آمده است: 
«ما همچنین به «مولین»، در جنوب غربی اورشلیم رفتیم. پس از عبور از صحرای بزرگ سینا و طی مسافت ۲۰۰۰ لی (تقریباً ۱۰۰۰ کیلومتر) می‌توان به این کشور رسید. مردم آنجا سیاه‌پوست هستند و آداب و رسومشان جسورانه است. برنج و غلات کمی وجود دارد، بدون علف و درخت در این زمین، اسب‌ها با ماهی خشک شده تغذیه می‌شوند و مردم عناب /گومانگ (نوعی خرما) می‌خورند. بیماری‌های نیمه گرمسیری (مالاریا) گسترده است. پس از عبور از کشورهای داخلی کشوری کوهستانی وجود دارد که در اینجا آموزه‌های زیادی جمع‌آوری شده است. آنها سه آموزه دارند، داشی یا آموزه عربی (اسلام)، بیزانسی (مسیحیت) و «زیمزیم» یا «زمزم» (Zimzim尋尋法)» در ادامه آمده است «زمزم‌ها زنای با محارم را انجام می‌دهد و از این حیث از همهٔ بربرها بدتر هستند. آنها هنگام غذاخوردن صحبت نمی‌کنند.» بر اساس قانون اسلام/داشی، مردم خانواده و فرزندان خود را حتی برای تقصیرهای جزئی مجازات می‌کردند. آنها گوشت خوک، سگ، الاغ و اسب را نمی‌خورند. آنها نه به پادشاه کشور و نه به پدر و مادرشان احترام نمی‌گذارند. آنها به قدرت ارواح و خدایان اعتقاد ندارند، فقط برای بهشت ([الله]) قربانی می‌کنند نه برای هیچ‌کس دیگری. طبق آداب و رسوم آنها، هر هفتمین روز تعطیل است که در آن هیچ تجارت و معامله ارزی انجام نمی‌شود، در حالی که در تمام روز مشروبات الکلی می‌نوشند و رفتار مضحک و بی انضباطی دارند. در آموزه بیزانسی‌ها، پزشکان نیکوکاری وجود دارند که اسهال را می‌شناسند. آنها می‌توانند بیماری را قبل از شیوع آن تشخیص دهند یا می‌توانند عفونت در اثر کرم را از بین ببرند.
نوشته‌های دو هوان به اشکال مختلف در آثار ثانویه ظاهر می‌شوند. بحث در مورد اینکه کدام ناحیه دقیقاً باید به عنوان «مولین» شناسایی شود، ادامه دارد. یک دایرةالمعارف چینی در سال ۱۹۹۵ هنوز اشاره می‌کند که مکان «مولین» مشخص نیست. تعدادی از نظریه‌ها ایجاد شده است، که همه آنها موافق بودند که «مولین» باید در آفریقا واقع بوده باشد. در مقاله اولین ثبت مسافر چینی در جهان عرب آمده است که اعتقاد بر این است که مولین (Mo-lin) مراکش امروزی و منطقه شمال آفریقای مجاور آن است.
- (尋尋法 Zimzim) در منابع به معناهای متفاوتی ترجمه شده است در مقاله اولین ثبت مسافر چینی در جهان عرب «زیمزیم» در این پاراگراف به عنوان آیین مانوی ترجمه شده است.[۴]
- بر طبق یک ترجمه دیگر (尋尋法 Zimzim) احتمالاً دین نامشخصی در مولین مورد نظر است.
- بر طبق ترجمه ای دیگر منظور از «زیم زیم» زرتشتی‌ها است. در توضیح آمده است که «زیمزیم» یک اصطلاح عربی است، به معنای دقیق آن به معنای زرتشتیان است، اما در معنای گسترده‌تر، به‌طور کلی مشرکان است.[۳] چن (۲۰۱۲:۲۰۸) توضیح می‌دهد که علی بن حسین مسعودی نویسنده عرب گزارش کرده است که (zim zim) نامی است که اعراب از آن نه برای اشاره به خود زرتشتیان، بلکه برای اشاره به کتاب مقدس آنها اوستا استفاده می‌کردند و یک اصطلاح تحقیرآمیز است.[۵]
- در منابع ژاپنی زیمزیم (尋尋法 Zimzim) به یهودیت و (其尋尋蒸報) که در برخی منابع دیگر به زنا با محارم ترجمه شده به عنوان زن‌برادرستانی ترجمه شده است.[۶] جفری کوتیک می‌نویسد: اصطلاح چینی ژنگبائو 烝報 پیچیده است، اما به ازدواج با صیغه پدر درگذشته یا ازدواج برادر کوچکتر با همسر برادر بزرگتر او اشاره دارد. این نوع ازدواج به عنوان درون همسری قبیله‌ای ترجمه می‌شود.[۵] تاریخ یهودیان در مراکش نشاندهنده اینست که این کشور دارای بزرگ‌ترین جامعه یهودی در جهان اسلام بوده است.[۷]